# انریکه مارتین (بازیکن فوتبال، زاده ۱۹۵۶)
انریکه مارتین (انگلیسی: Enrique Martín؛ زادهٔ ۹ مارس ۱۹۵۶) بازیکن فوتبال اهل اسپانیا است.
از باشگاه‌هایی که در آن بازی کرده‌است می‌توان به باشگاه فوتبال اوساسونا اشاره کرد.
وی همچنین در تیم‌های ملی فوتبال زیر ۲۳ سال اسپانیا، Spain B national football team، و اسپانیا بازی کرده‌است.